# 須原和男
須原 和男（すはら かずお、1938年4月13日- ）は、日本の英文学者、俳人、國學院大學名誉教授。

## 人物・来歴
東京生まれ。東京大学文学部英文科卒、同大学院修士課程修了。茨城大学教養部講師、國學院大學文学部助教授、教授、2009年定年、名誉教授。川崎展宏に師事。俳誌『貂』同人。

## 著書
- 『将門 句集』富士見書房, 1993.4
- 『青天 須原和男句集』角川書店, 1997.2
- 『式根 須原和男句集』朝日新聞社, 2002.1
- 『川崎展宏の百句』ふらんす堂, 2003.3
- 『現代俳句のメッセージ』ウエップ, 2005.4
- 『國原 句集』ふらんす堂, 2010.4
- 『須原和男句集』 (現代俳句文庫)ふらんす堂, 2011.11
- 『五風十雨 句集』ふらんす堂, 2016.5

### 翻訳
- ロレンス・ダレル『現代詩の鍵』牧神社出版, 1973
- J.パガーノ『22時の暗殺者』語学春秋社, 1985.9
- エラリー・クイーン『ワールド・シリーズの犯罪』語学春秋社, 1985.9
- 『アーサー王物語』訳注 (イングリッシュトレジャリー・シリーズ 語学春秋社, 2002.9
- J.パガーノ『暗殺予告電話』(イングリッシュトレジャリー・シリーズ 語学春秋社, 2006.3
- 『エラリー・クイーン探偵事務所』(イングリッシュトレジャリー・シリーズ 語学春秋社, 2006.9

## 論文
- <須原和男